# سهيل أبو نوارة
سهيل أبو نوارة (1940م-2016م) هو كاتب ومسرحي وفنان فلسطيني ولد في مدينة الناصرة. يعتبر أحد الكتاب والفنانين الملتزمين بالقضايا الوطنية والمجتمعية حيث عكست كتاباته ورسوماته هموم ومعاناة الشعب الفلسطيني.

## نشأته
ولد سهيل لعائلة اهتمت بالفن والأدب حيث ان والدته هي الفنانة مريم أبو نوارة وهي أحد رواد الحركة الفنية في الناصرة اذ انشغلت طوال مسيرتها الفنية برسم المناظر الطبيعية في انحاء فلسطين، وأخوه هو الكاتب رمزي أبو نوارة مؤلف مجموعة قصصية بعنوان «نص راوي» كما كان مدير مكتبة علي بابا التي افتتحها بنفسه.
اهتم سهيل بالقراءة والكتابة منذ شبابه وعمل كاتبا في إحدى الصحف المحلية، وقد لمع نجمه في أوائل السبعينيات بعدما نشر مسرحيته الشهيرة «زغرودة الأرض» في مجلة الجديد الحيفاوية. كما قام بتأليف رواية لكنه لم ينجح في نشرها. إلى جانب الكتابة اهتم سهيل بالفن وله عشرات الرسومات التي تعكس هموم ومعاناة الشعب الفلسطيني.

## أعماله
تعتبر مسرحية «زغرودة الأرض» (1975) ابرز أعمال سهيل حيث تتبع مدرسة المسرح الحديث وتم عرضها في مختلف المسارح الفلسطينية كما تم نشرها في كتاب منفرد وفي بعض الصحف والمجلات في الدول العربية. حازت المسرحية على اعجاب العديد من الأشخاص ومدحها عدد من النقاد والمهتمين بالمسرح وذاع صيتها بشكل كبير حتى عرضت في بيروت لأول مرة خارج فلسطين بعد ان نشرتها مجلة الطريق التابعة للحزب الشيوعي اللبناني.
إضافة إلى ذلك ساهم أبو نوارة في تأليف عدد من الأعمال الأدبية وعشرات الرسومات.

## وفاته
توفي سهيل أبو نوارة بتاريخ 12 اذار من عام 2016م عن عمر ناهز 76 عام. حيث شيع جثمانه من قاعة كنيسة البشارة للروم الأرثوذكس في الناصرة.